# برونو بروني
برونو بروني (بالإيطالية: Bruno Bruni)‏ (و. 1955  م) هو منافس ألعاب قوى إيطالي.

## روابط خارجية
- برونو بروني على موقع الاتحاد الدولي لألعاب القوى (الإنجليزية)